# Płatnik podatku
Płatnik podatku – podmiot zobowiązany do obliczenia, pobrania i uiszczenia w wyznaczonym terminie należnego podatku na rachunek bankowy właściwego organu podatkowego.
W zakresie podatku dochodowego od osób fizycznych płatnikiem podatku jest zakład pracy podatnika bądź Zakład Ubezpieczeń Społecznych (w przypadku emerytów i rencistów) albo Kasa Rolniczego Ubezpieczenia Społecznego. Płatnik podatku pobiera należną zaliczkę na podatek dochodowy z dochodu podatnika i odprowadza ją na konto Urzędu Skarbowego właściwego ze względu na miejsce zamieszkania płatnika lub jeżeli płatnik nie jest osobą fizyczną, do urzędu skarbowego właściwego według siedziby płatnika. Do urzędu skarbowego podatnika przesłana zostaje we właściwym terminie deklaracja PIT-11 (informacja o dochodach podatnika).
Podobna zasada obowiązuje przy naliczaniu i odprowadzaniu składek z tytułu ubezpieczeń społecznych.
Notariusze są płatnikami podatku od czynności cywilnoprawnych dokonywanych w formie aktu notarialnego oraz podatku od darowizny dokonanej w formie aktu notarialnego albo zawartej w tej formie umowy nieodpłatnego zniesienia współwłasności lub ugody w tym przedmiocie.